# Otigoniolejeunea xiphotis
Otigoniolejeunea xiphotis là một loài Rêu trong họ Lejeuneaceae. Loài này được (Spruce) Schiffner mô tả khoa học đầu tiên năm 1893.